# Hey Babe!
Pour plus de détails, voir Fiche technique et Distribution.
Hey Babe! (Hey Babe!) est un film américain réalisé par Rafal Zielinski, sorti en 1983.

## Synopsis
Theresa O'Brian est une orpheline de 12 ans qui veut désespérément intégrer une école des arts du spectacle afin de devenir une star. Elle ne reçoit pas d'encouragement des membres de l'orphelinat dans lequel elle vit, et elle a des ennuis avec les responsables de l'orphelinat en raison de son caractère fantasque et le non-respect de la réglementation qui va à l’encontre de son rêve. 
Elle fait la rencontre de Sammy Cohen un artiste de Vaudeville devenu alcoolique et qui à une carrière en berne. Rapidement les deux mettent en accord leurs rêves en tentant de nouveau de les réaliser. Ensemble, ils développent une pièce intitulée "Buddy and Babe" afin de collecter des fonds pour que Theresa puisse intégrer l’école d’art de ses rêves.

## Fiche technique
- Réalisation : Rafal Zielinski
- Scénario : Edith Rey
- Pays de production :  États-Unis
- Langue originale : anglais
- Genre : drame
- Durée : 101 minutes
- Dates de sortie : 
  - États-Unis : 1983
  - Canada : 12 septembre 1984

## Distribution
- Buddy Hackett : Sammy Cohen
- Yasmine Bleeth : Theresa O'Brian
- Maruska Stankova : Miss Wolf
- Vlasta Vrana : Roy
- Denise Proulx : Miss Dolphine
- Saundra Baly : Kate
- Tara Lee Bell : Sandy
- Geraldine Hunt : chanteuse à la télévision

## Box-office
| Pays                  | Box-office    | Nbre de sem. | Classement | Date |
| --------------------- | ------------- | ------------ | ---------- | ---- |
| Box-office États-Unis | 1 750 000 USD | N/A          | -          | N/A  |